# Fjädergilia
Fjädergilia (Gilia achilleifolia) är en blågullsväxtart. Fjädergilia ingår i släktet gilior, och familjen blågullsväxter.

## Underarter
Arten delas in i följande underarter:
- G. a. achilleifolia
- G. a. multicaulis

## Bildgalleri

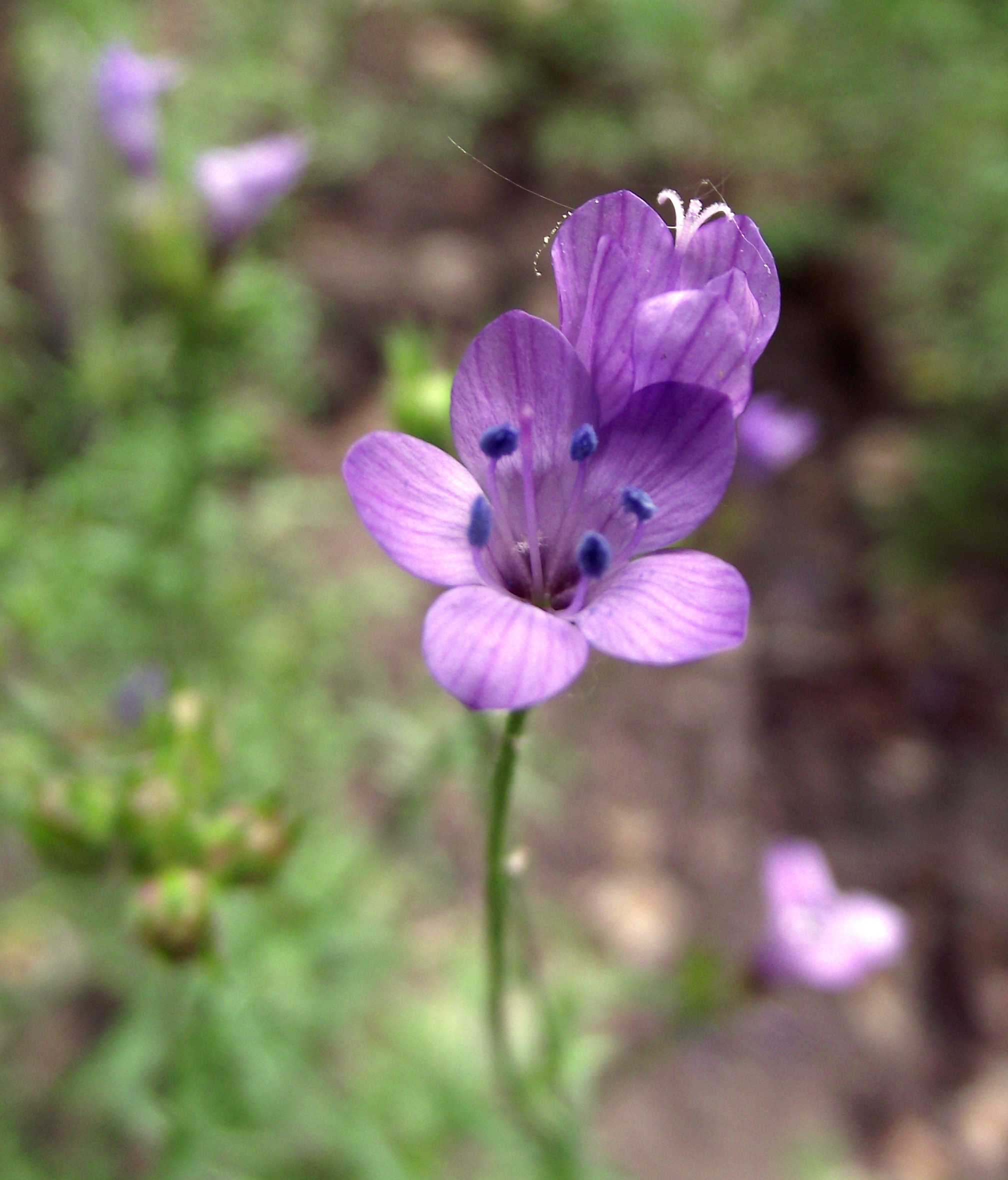
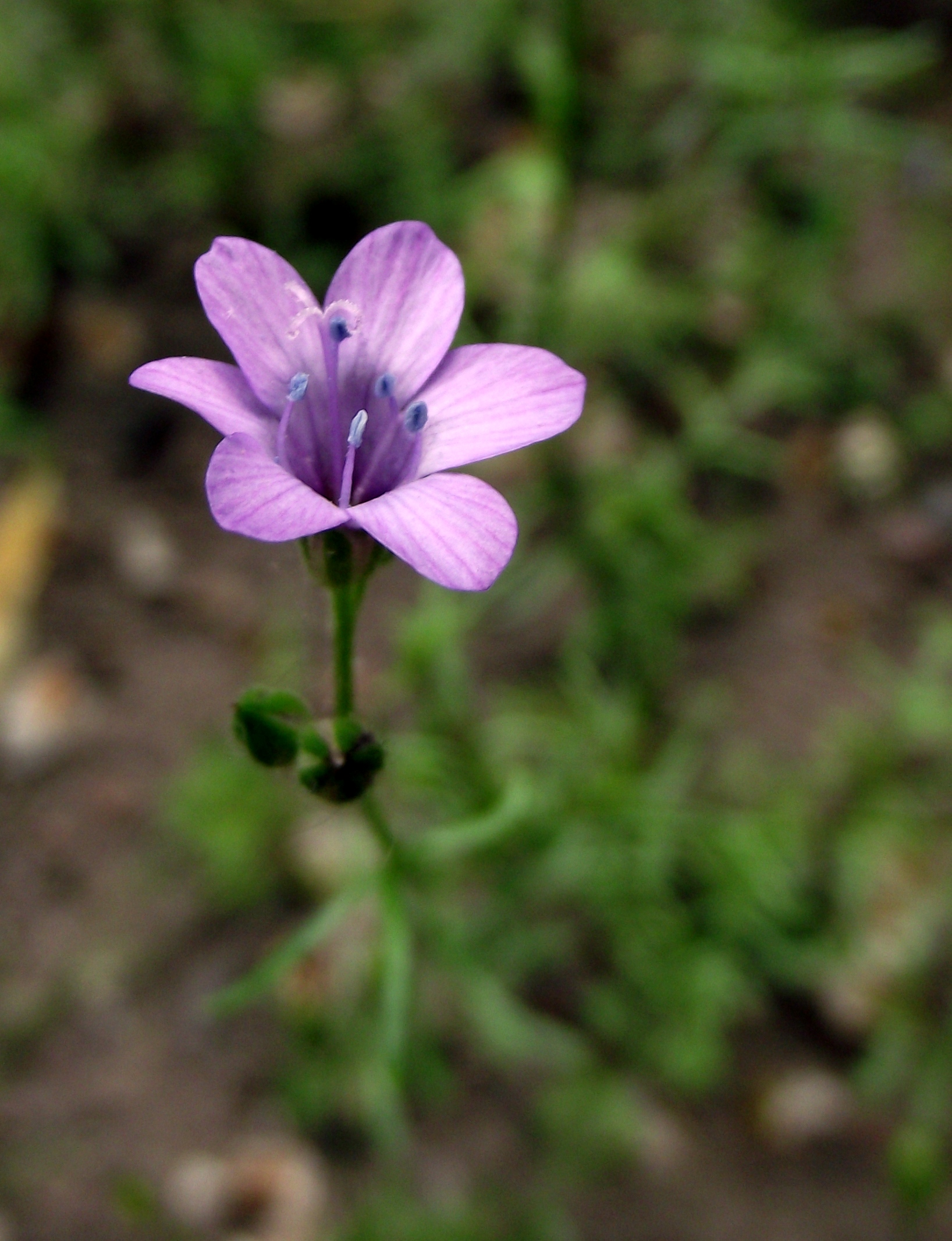
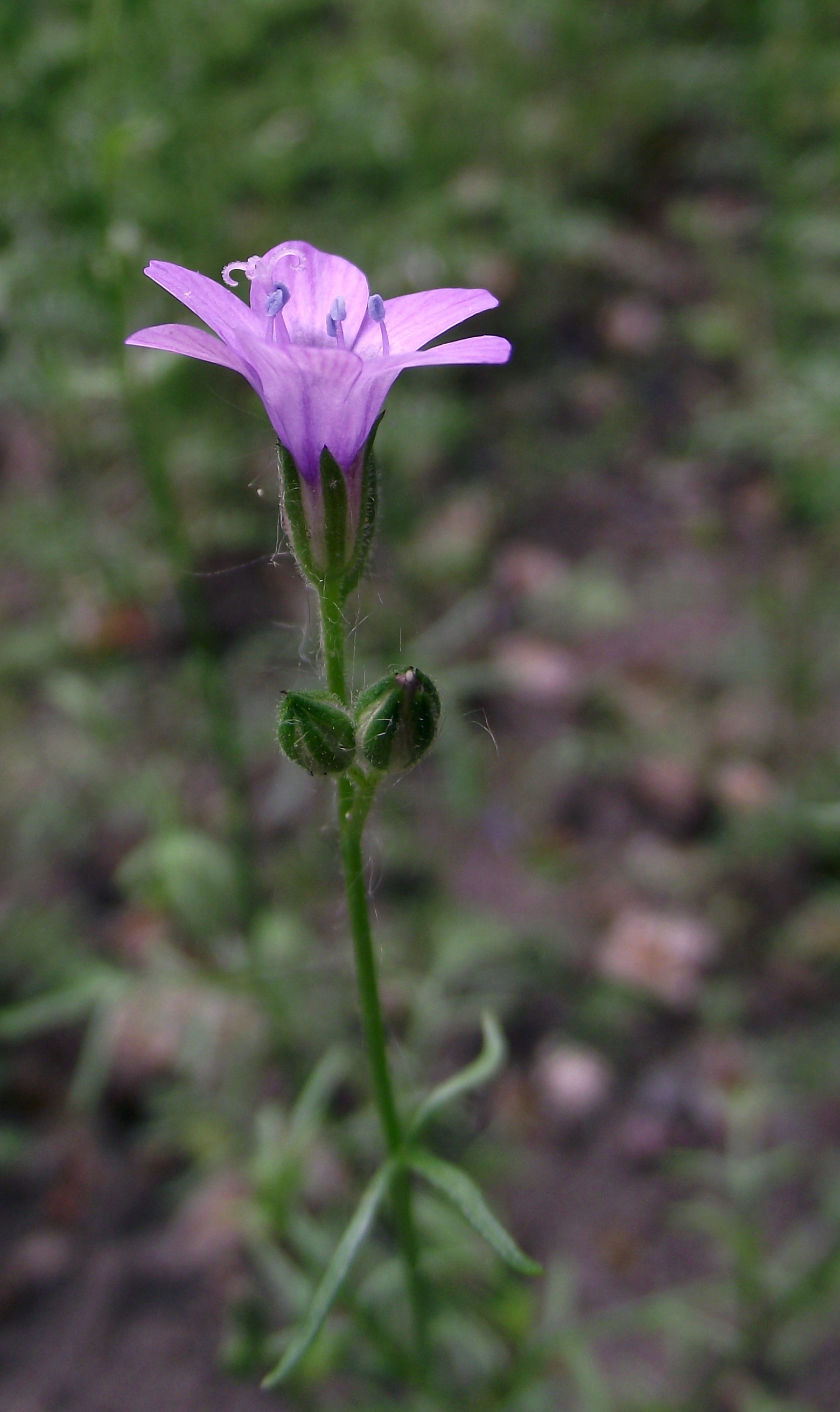
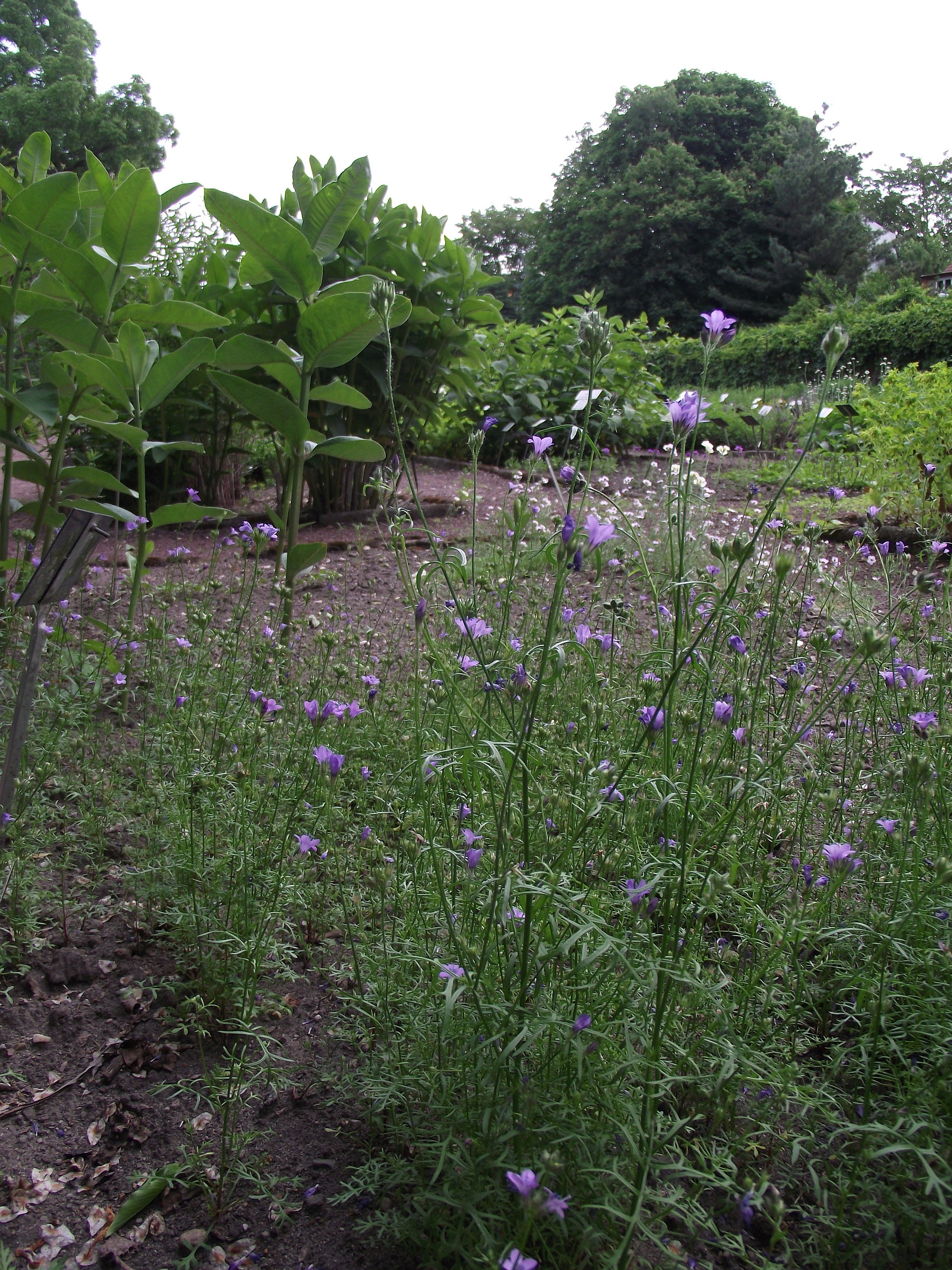